# Zahorčice (Boršov nad Vltavou)
Zahorčice (dříve a neoficiálně často psáno Záhorčice) jsou malá vesnice, část obce Boršov nad Vltavou v okrese České Budějovice v Jihočeském kraji. Leží zhruba osm kilometrů jihozápadně od Českých Budějovic. Na katastru leží i část Jamné. V roce 2011 zde trvale žilo 64 obyvatel.

## Historie
V nejstarších dobách bývaly Zahorčice rozdělené mezi drobnou šlechtu z okolí. Menší část patřila vladykům z Poříčí, z nichž Jindra prodal roku 1385 plat na jednom ze Zahorčických poddaných českobudějovickému měšťanu Hansi Pehmovi. Větší díl vesničky počátkem 15. století náležel křemežské větvi Dubenských z Chlumu, od nichž toto zboží roku 1455 koupil Oldřich z Rožmberka. Od té doby po další čtyři století sdílely Zahorčice osudy krumlovského panství: V roce 1601 je poslední z Rožmberků Petr Vok prodal císaři Rudolfu II., z dalších panovníků Ferdinand II. v roce 1622 udělil panství Český Krumlov včetně Zahorčic Janu Oldřichovi z Eggenberku, po vymření jehož rodu připadlo dědictví roku 1719 Schwarzenbergům. Schwarzenbergové pak zůstali zahorčickou vrchností až do zrušení poddanství.

## Obyvatelstvo
| Rok            | 1840 | 1869 | 1880 | 1890 | 1900 | 1910 | 1921 | 1930 | 1950 | 1961 | 1970 | 1980 | 1991 | 2001 | 2011 | 2021 |
| -------------- | ---- | ---- | ---- | ---- | ---- | ---- | ---- | ---- | ---- | ---- | ---- | ---- | ---- | ---- | ---- | ---- |
| Počet obyvatel | 116  | 88   | 123  | 127  | 112  | 107  | 109  | 95   | 98   | 102  | 81   | 68   | 59   | 45   | 64   | 127  |
| Počet domů     | 12   | 14   | 19   | 21   | 20   | 21   | 20   | 20   | 33   | 24   | 23   | 25   | 29   | 26   | 29   | 48   |

## Obecní správa

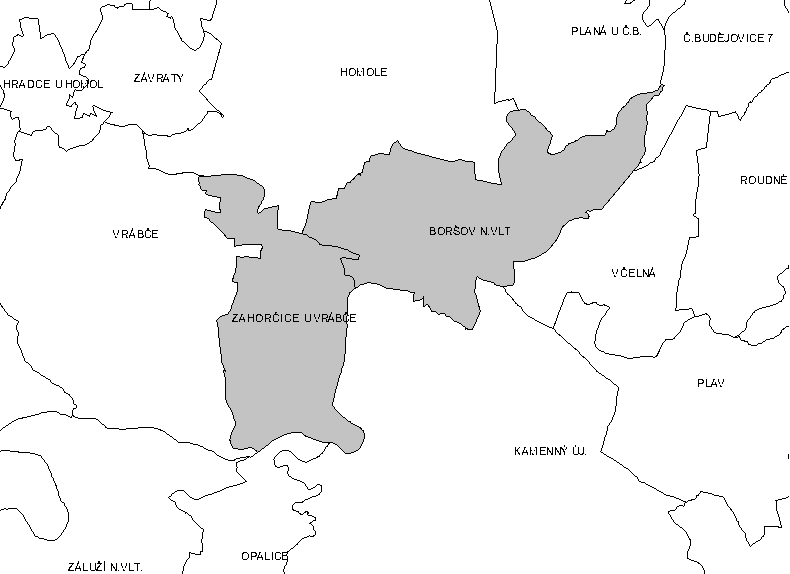
Katastrální území Boršova

Od roku 1850 tvořily Zahorčice část obce Vrábče, dokud spolu s ní nebyly 1. července 1985 začleněny pod obec Boršov nad Vltavou. 24. listopadu 1990 se Vrábče opět osamostatnila, Zahorčice však zůstaly součástí Boršova nad Vltavou.

## Pamětihodnosti
- Kaple svatého Jana Nepomuckého na návsi, pseudogotická z roku 1916 na místě starší zvoničky
- Výklenková kaplička Panny Marie ze druhé poloviny 19. století v zatáčce silnice do Vrábče asi 300 metrů severozápadně od vsi, kulturní památka České republiky.

## Další fotografie

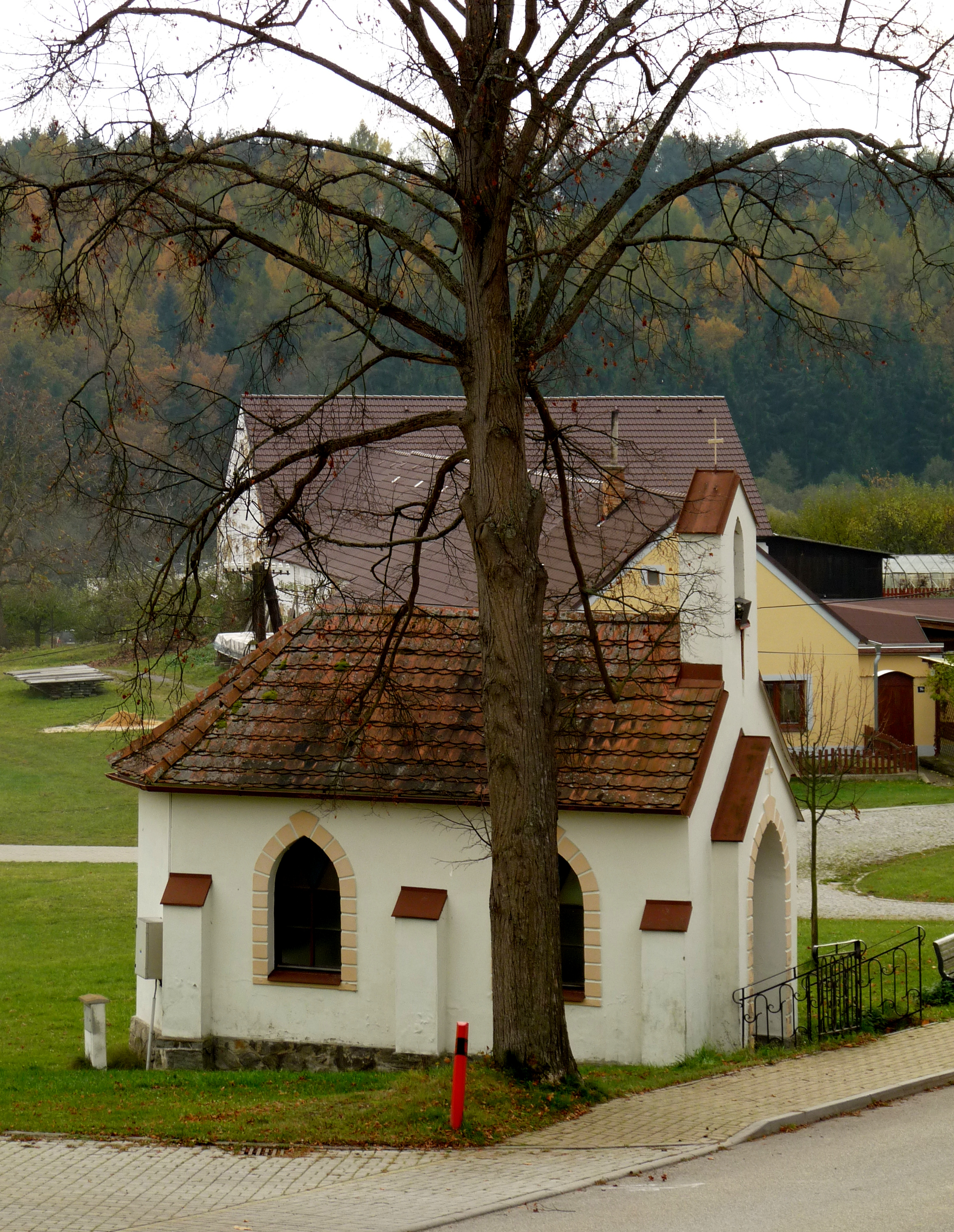
Kaple svatého Jana Nepomuckého
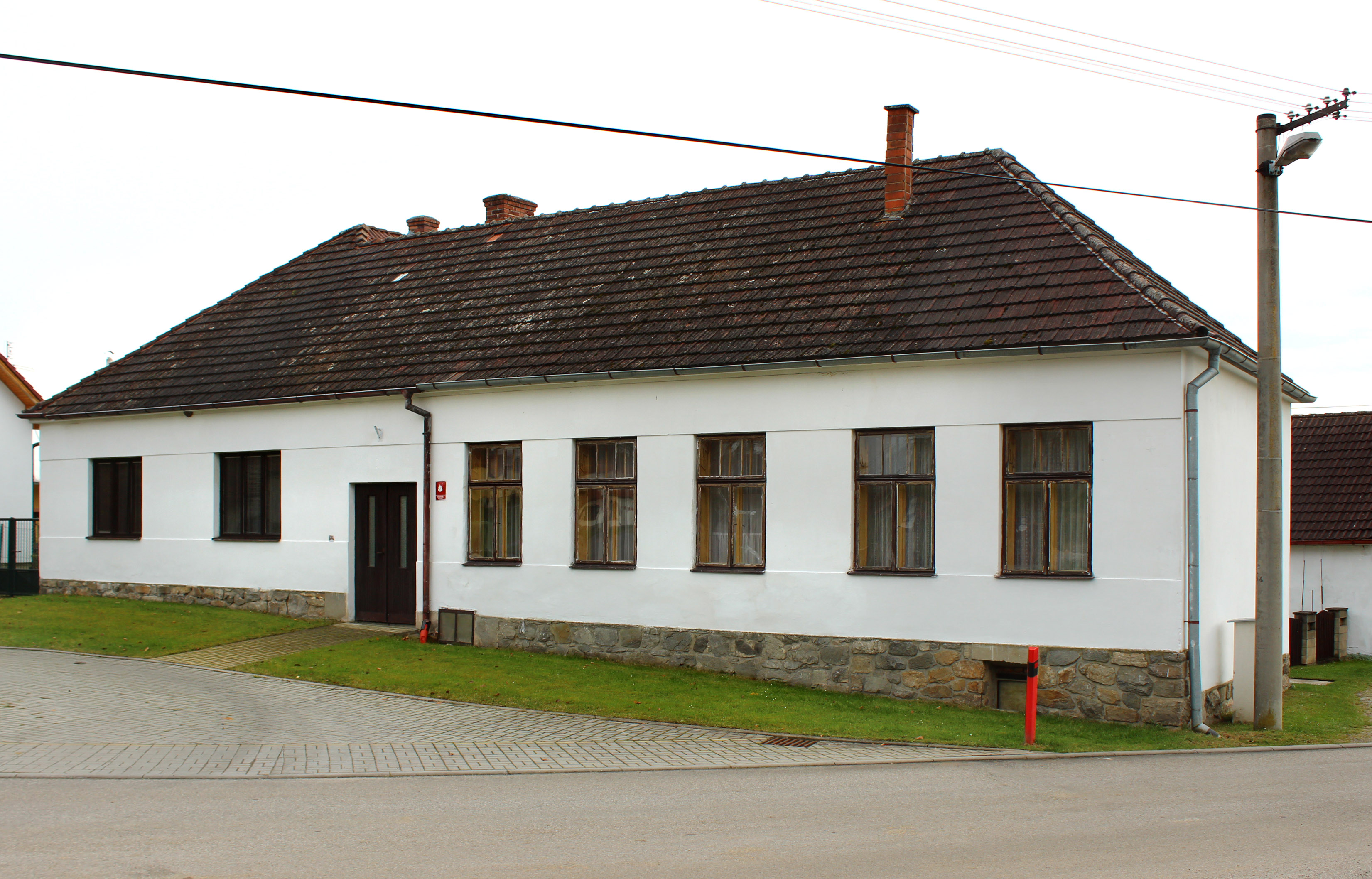
Bývalá hospoda
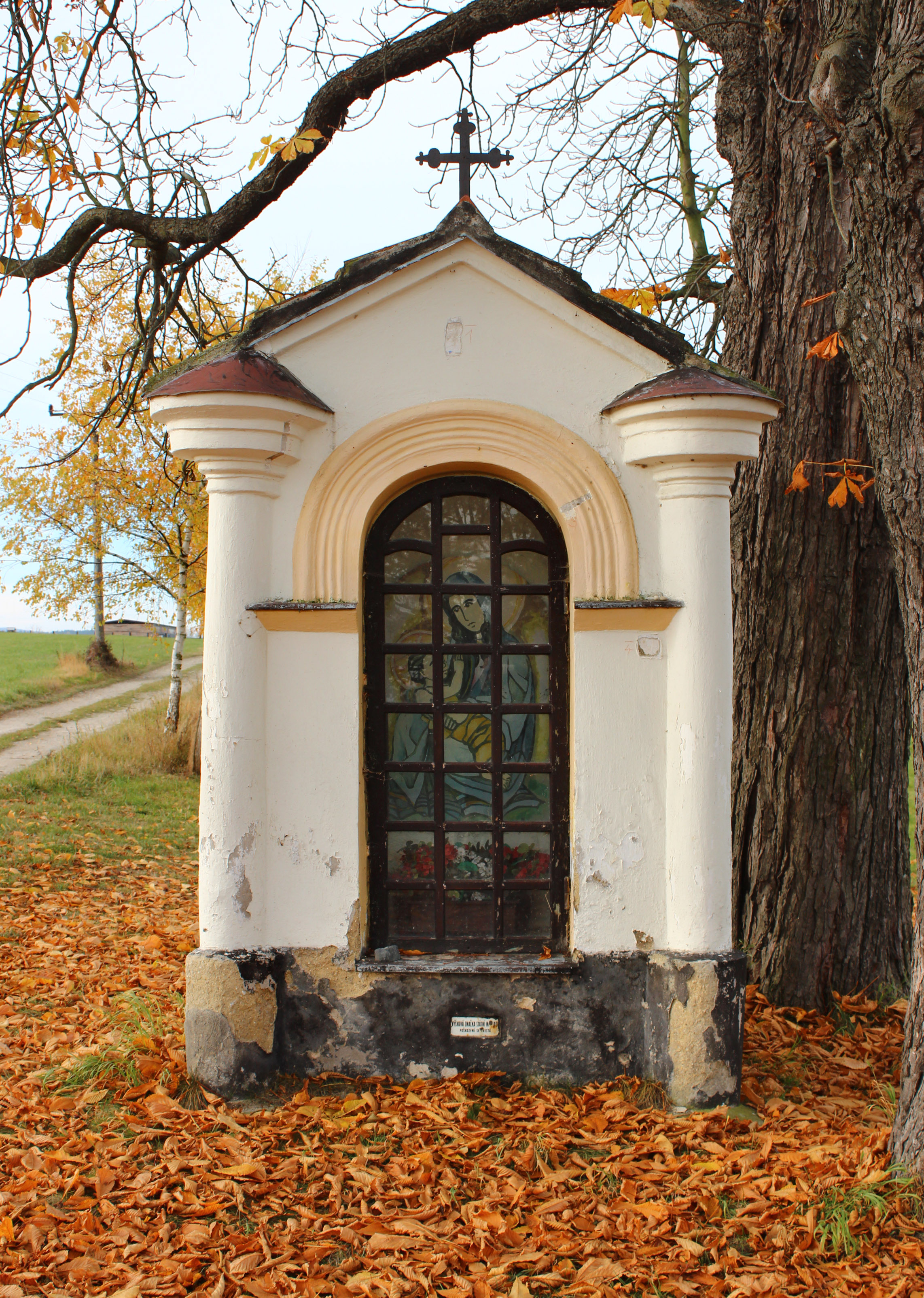
Kaplička na severním okraji vesnice
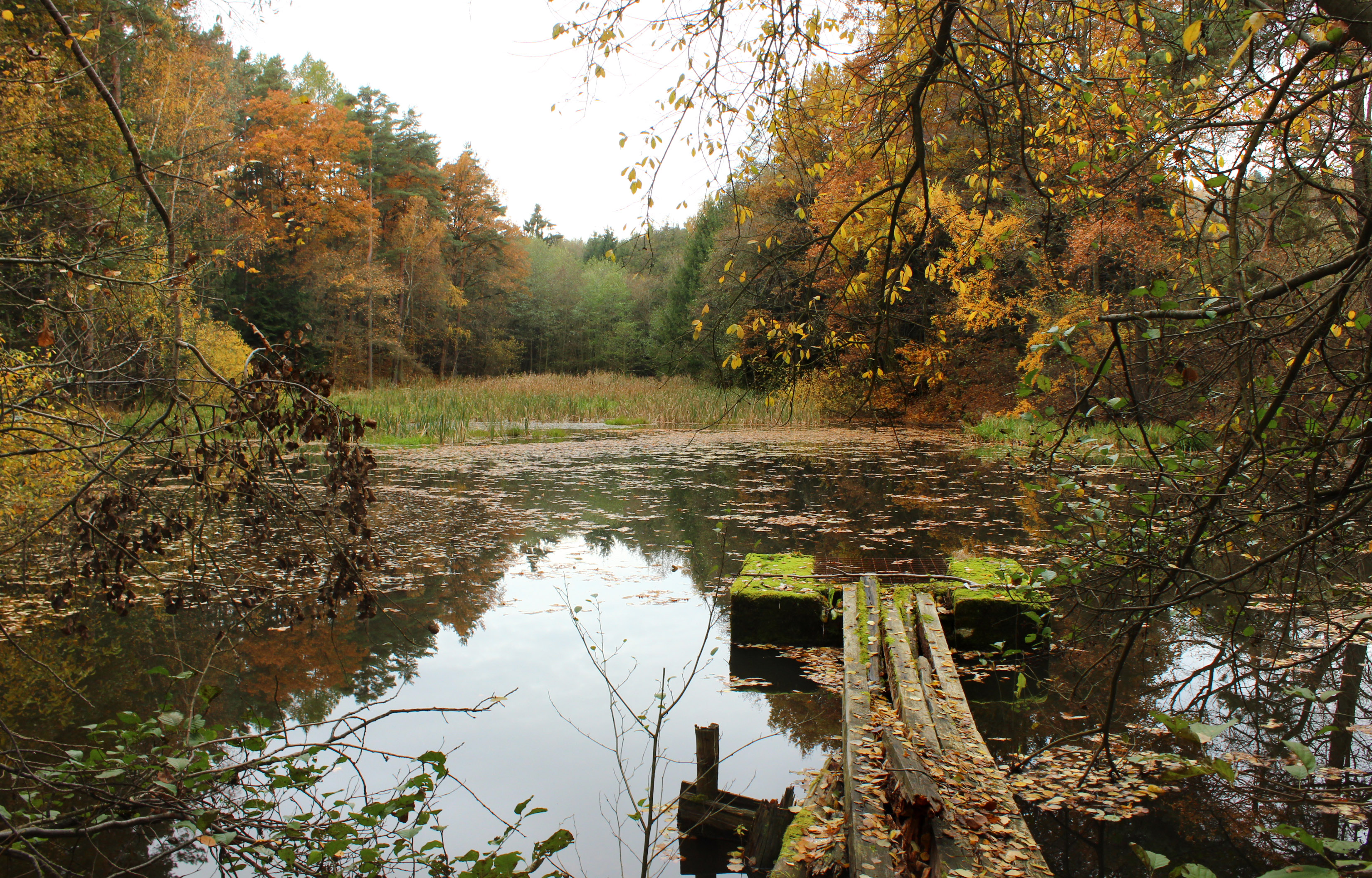
Rybník na Vráběčském potoce pod vsí
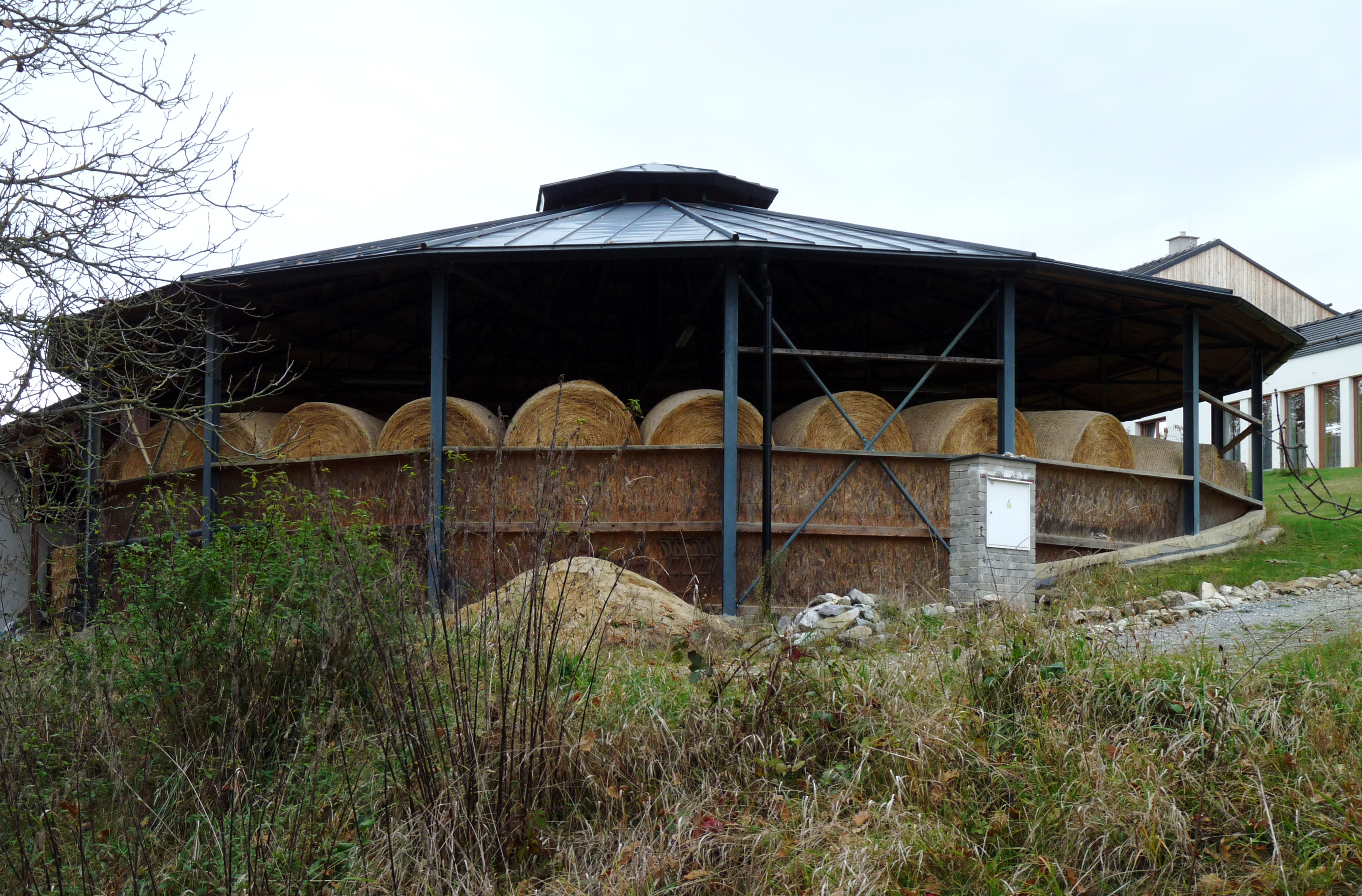
Sklad slámy